# 8e millennium v.Chr.

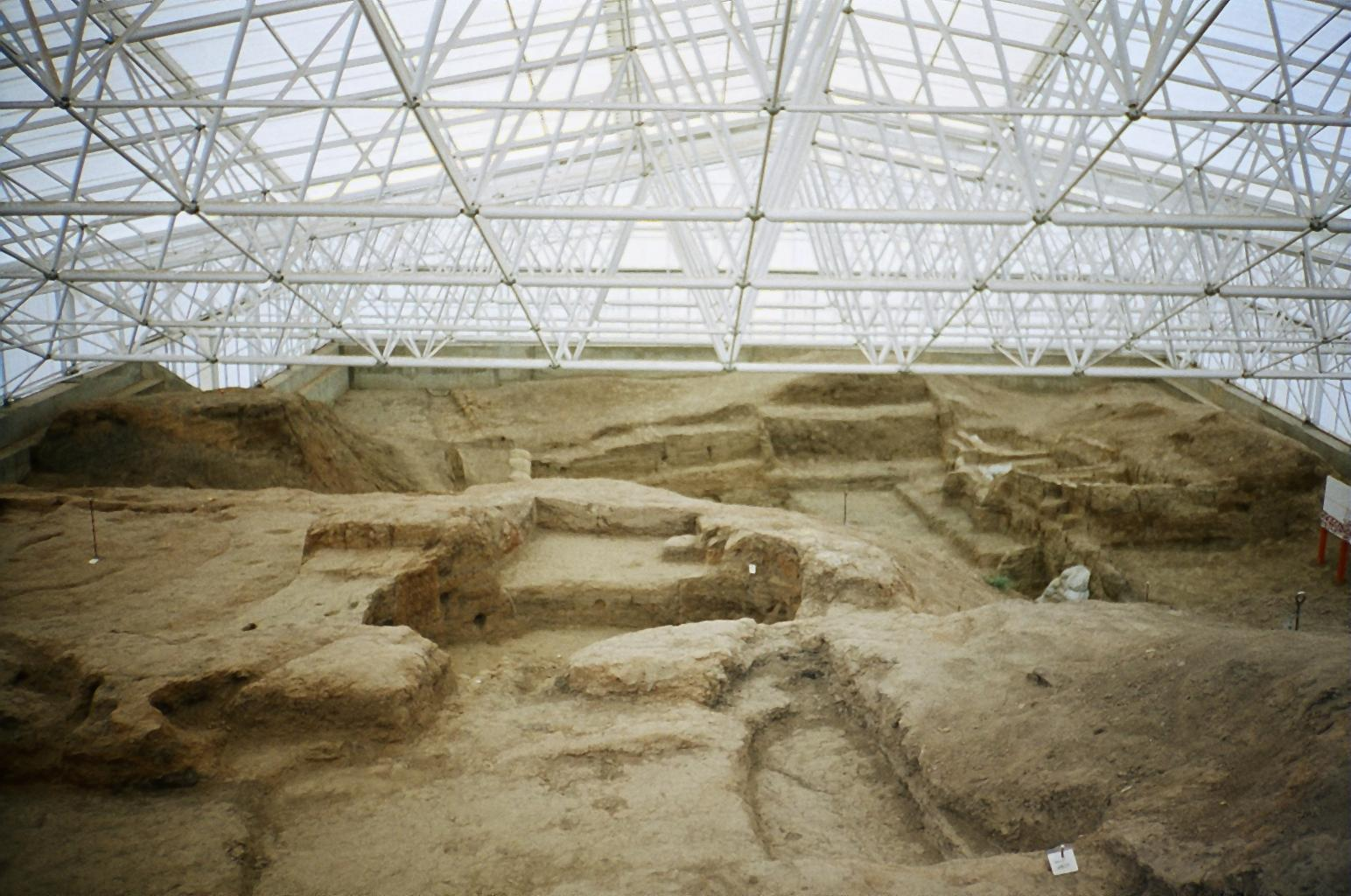
De opgraving van Çatal Hüyük

Het achtste millennium v.Chr. loopt vanaf 8000 tot 7001 v.Chr. Dit komt overeen met 9.950 tot 8.951 BP.

## Azië
- In het Midden-Oosten begint het Neolithicum.
- 8000 v.Chr. - Rond Jericho worden tarwe, gerst en peulvruchten verbouwd.
- Rond 8000 v.Chr. wordt in Anatolië voor het eerst koper bewerkt.
- Rond 7500 v.Chr. ontstaat de nederzetting Çatalhöyük.
- In Thailand wordt aardewerk vervaardigd.
- Ook in Mesopotamië en het zuiden van Anatolië zijn vondsten van aardewerk bekend.

## Afrika
- Op een aantal plaatsen in wat nu de Sahara is wordt uit deze tijd aardewerk aangetroffen, zoals Ti-n-Torha, Tiltekin en Outeidat.

## Europa
- De eerste mesolithische culturen verspreiden zich over Europa.
- ca 8000 - 7000 v.Chr.: Sauveterrien
- ca 7500 v.Chr. - Maglemosecultuur

## Australië
- In Australië is de uitdroging van het vasteland al zo ver dat bewoning zich concentreert in rivierdalen. Er worden ook maalstenen gevonden voor het bewerken van wilde gierst.

<<< · 10e · 9e · 8e · 7e · 6e · 5e · 4e · 3e · 2e · 1e · "0" · 1e · 2e · 3e · 4e